# Phlandrous Fleming Jr.
Pour les articles homonymes, voir Fleming.
Phlandrous Fleming Jr., né le 5 décembre 1998 à Athens, en Géorgie, est un joueur américain de basket-ball évoluant aux postes d'arrière et d'ailier, pour l'ESSM Le Portel en Betclic Élite.

## Biographie

### Carrière universitaire
Entre 2017 et 2021, il joue pour les Buccaneers de Charleston Southern à l'université de Charleston Southern (en).
Entre 2021 et 2022, il joue pour les Gators de la Floride à l'université de Floride.

### Carrière professionnelle

#### Vitória Guimarães (2022-2023)
Le 23 juin 2022, automatiquement éligible à la draft 2022 de la NBA, il n'est pas sélectionné.
Le 22 octobre 2022, il fait des essais avec les Lakers de South Bay, l'équipe de G-League affiliée aux Lakers de Los Angeles. Le 1er novembre 2022, il est libéré par les Lakers.
Le 9 décembre 2022, il signe son premier contrat professionnel avec l'équipe portugaise de Vitória Guimarães (en).

#### ESSM Le Portel (depuis 2023)
Le 5 juin 2023, il signe un contrat avec l'équipe française de l'ESSM Le Portel.

## Palmarès

### Universitaire
- All-Big South First Team en 2020 et 2021
- Big South Défenseur de l'année en 2020 et 2021
- Big South All-Freshman Team en 2018

## Statistiques

### Universitaires
Les statistiques de Phlandrous Fleming Jr. en matchs universitaires sont les suivantes :
| Saison    | Équipe              | Matchs | Titul. | Min./m | % Tir | % 3pts | % LF | Rbds/m. | Pass/m. | Int/m. | Ctr/m. | Pts/m. |
| --------- | ------------------- | ------ | ------ | ------ | ----- | ------ | ---- | ------- | ------- | ------ | ------ | ------ |
| 2017-2018 | Charleston Southern | 29     | 26     | 28,0   | 41,7  | 36,4   | 72,2 | 3,93    | 1,62    | 1,24   | 0,41   | 10,59  |
| 2018-2019 | Charleston Southern | 22     | 11     | 28,2   | 40,2  | 28,9   | 80,3 | 5,45    | 2,73    | 1,27   | 0,59   | 12,55  |
| 2019-2020 | Charleston Southern | 32     | 31     | 35,4   | 43,4  | 25,9   | 77,9 | 8,69    | 3,78    | 1,25   | 1,47   | 17,66  |
| 2020-2021 | Charleston Southern | 18     | 18     | 34,2   | 39,5  | 32,0   | 80,6 | 7,39    | 2,28    | 1,83   | 0,94   | 20,11  |
| 2021-2022 | Floride             | 34     | 24     | 27,6   | 38,0  | 29,4   | 79,5 | 4,38    | 2,09    | 1,50   | 0,68   | 11,09  |
| Carrière  | Carrière            | 135    | 110    | 30,5   | 40,8  | 30,2   | 78,3 | 5,88    | 2,52    | 1,39   | 0,83   | 13,98  |